# Lotaringia történelme

Lotaringia a 10. században

Lotaringia megalakulásától kezdve vitás területet képzett Németország és Franciaország között.

## Az alapítás

A verduni szerződés alapján felosztott Frank Birodalom

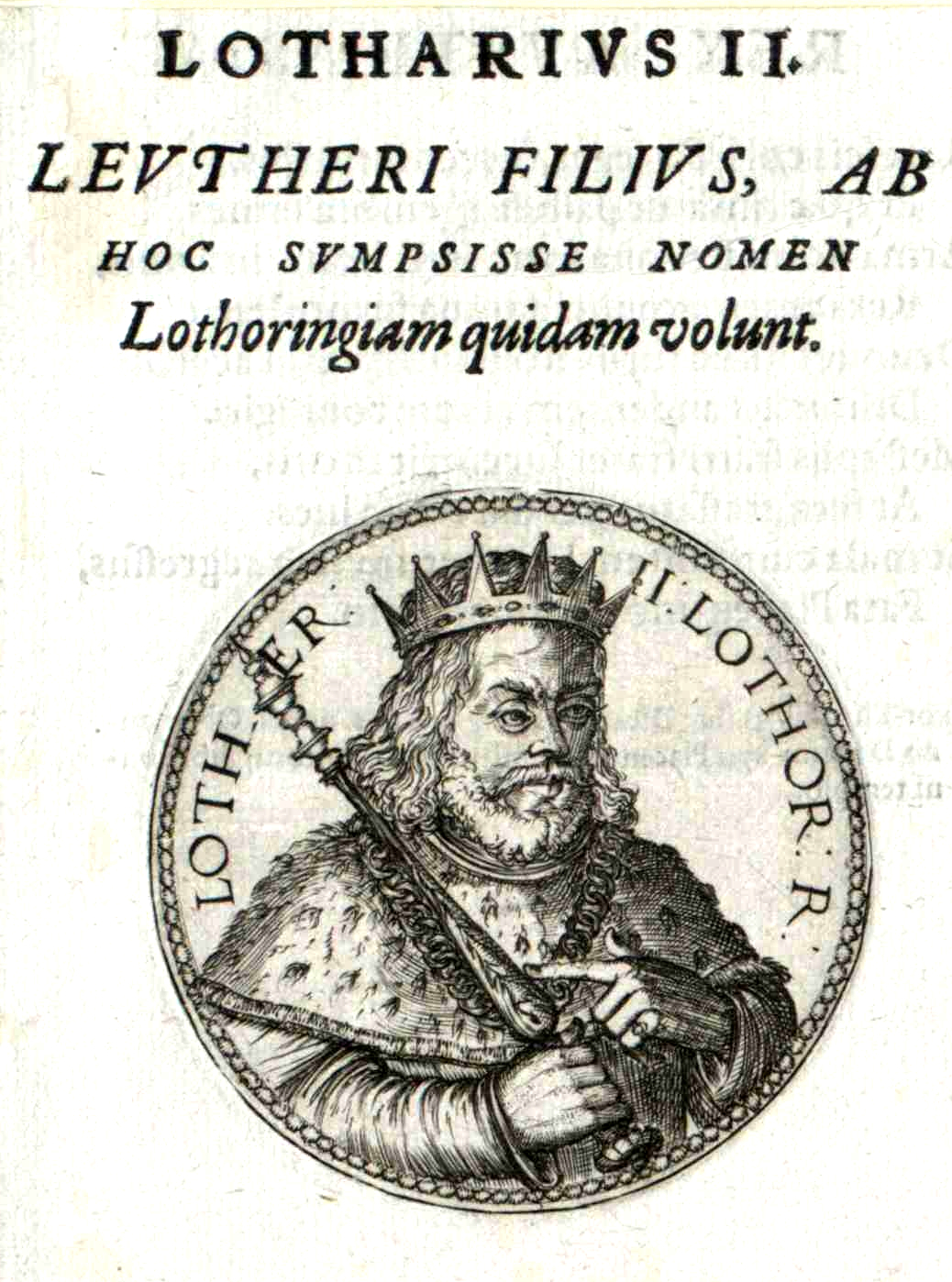
II. Lothár a Középső Frank Királyság uralkodója

843 augusztusában, a verduni szerződésben Nagy Károly unokái három részre osztották nagyapjuk birodalmát. A középső rész császára I. Lothár lett, akinek birodalma Frízföldtől a Rajna és a Maas folyók által behatárolt területen, Burgundiát és Provence-ot magába foglalva egészen Közép-Itáliáig húzódott. I. Lothár császár fiai, akik közül a legidősebbet szintén Lothárnak hívták, három részre osztották apjuk birodalmát. Az északi rész az ifjú Lothár uralma alá került, mely terület határait a Rajna és Maas folyók, az Északi-tenger, valamint Besançon vidéke képezték.
II. Lothár nevéből eredeztetik Lotaringia nevét, noha a korban Francia media elnevezéssel illették.

## Lotaringia a 9. és 10. században
II. Lothár utód nélkül maradt, így a Keleti és Nyugati Frank Birodalmak határán elhelyezkedő terület a két szomszéd vitájának tárgya lett. Lotaringiát először a Nyugati Frank Birodalom ura, II. Kopasz Károly vetette uralma alá, azonban Német Lajos is érvényt szerzett hatalmi törekvéseinek. Kettejük konfliktusát a merseni szerződés zárta le 870. augusztus 9-én, melynek értelmében Lajos Lotaringia keleti felét kapta, Frízfölddel, Aachennel és Kölnnel, a Mosel teljes folyását, Elzászt és Burgundia egyes területeit. Később Tould és Verdun városa is gazdagította a keleti-frank uralkodó birtokait.
Arnulf keleti frank király fiának, Zwentiboldnak adományozta a területet, azonban ellene 900-ban Lotaringia nemesei felkelést indítottak, aminek áldozata lett maga Zwentibold is. A sikeres felkelés vezetője, egyben az első lotaringiai herceg, I. Reginár hainaut-i gróf a francia korona védelme alá helyezte uradalmait.
I. Henrik német király azonban öt győzedelmes hadjárat után 925-ben teljes Lotaringiát uralma, a német korona alá hajtotta.
I. Ottó német-római császár volt az, aki végleg leszámolt a lotaringiai nemesség összeesküvéseivel és 953-ban Lotaringiát a testvére, Brúnó kölni érsek felügyelete alá helyezte, aki 959-ben két részre osztotta fel Lotaringiát, az északi Alsó-Lotaringiára és a déli Felső-Lotaringiára.
Lotaringia még egyszer, 1033-ban tűnik fel egységes államként a történelemben, amikor is Gozelon alsó-lotaringiai herceg egyesítette a két államot. Gozelon fiát, Gottfriedot azonban megfosztották a tróntól, amikor az a francia királlyal szövetkezve III. Henrik német-római császár ellen vonult.

## A 10. századtól a 18. századig
Franciaország igényt tartott az uralkodó nélkül maradt Felső-Lotaringiára, ez azonban I. Henrik francia királyt szembeállította III. Henrik német-római császárral. A két uralkodó Ivois városában találkozott, ahol III. Henrik párbajjal kívánta eldöntetni a terület sorsát. Az ajánlat elől a francia király kihátrált, és titokban elhagyta a várost. Ezután a császár 1048-ban Gerhard elzászi grófnak adományozta Felső-Lotaringiát. Gerhard utódai egészen 1736-ig ültek a lotaringiai uralkodói székben. Ferenc István (Franz Stephan) herceg Mária Teréziával frigyre lépve a Habsburg–Lotaringiai-ház ősapja lett.

### Alsó-Lotaringia története
Alsó-Lotaringia magját a Brabanti Grófság alkotta. Amikor Alsó-Lotaringiát a brabanti grófnak adományozták, eltűnt az Alsó-Lotaringia név használata, és a terület további történelme szorosan összekapcsolódik Hollandia történelmével.

### Felső-Lotaringia története

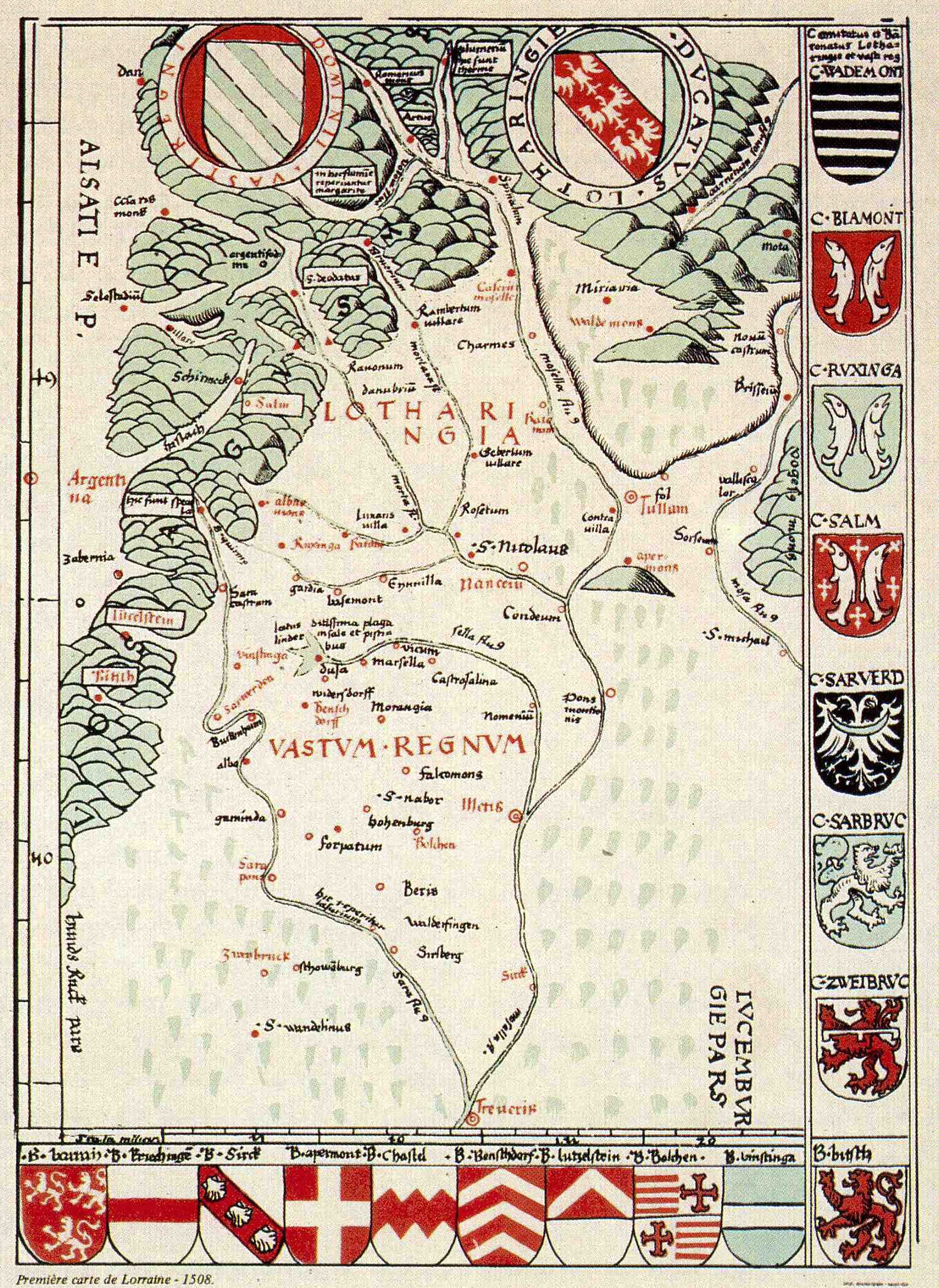
Lotaringia (Martin Waldseemüller, 1508)

Felső-Lotaringia története a Lotaringiai Hercegség történeteként folytatódik, melynek területe az egykori Lotaringia, mely az Északi-tenger partjaitól a Földközi-tengerig húzódott, délnyugati területére szűkült. A területtől északra fekvő Bar Hercegséget 1431-ben egyesítették Lotaringiával, melynek északi vidékein a trieri választófejedelem uralkodott.
A Stauf-dinasztia hanyatlásával megszűnt a császári hatalom befolyása Lotaringiában. Az Anglia elleni százéves háborúban Lotaringia hercegei a franciák pártján álltak.
1306-ban II. Thiébaud (Theobald, egyes írásokban Dietbald) elrendelte a nőági öröklést a lotaringiai trónon, mely a trónutódlás kérdésében feszültségekhez vezetett.

#### A harmincéves háború időszaka
A harmincéves háború időszakában Lotaringia katolikus hercegségként a császárral való szövetségben kereste a franciák elleni védelmet, akik azonban 1632–1659 között megszállva tartották a területet. Három évvel később a gyermek nélküli lotaringiai herceg, IV. Károly szerződést kötött XIV. Lajos francia királlyal, melyben felajánlotta neki Lotaringia trónjának örökségét. Károly testvére, Miklós-Ferenc bíboros azonban elérte, hogy a szerződést semmissé nyilvánítsák, és elérte, hogy a lotaringiai trónt fia örökölje, aki V. Károly herceg néven vette át az uralmat 1675-ben. Ekkorra azonban Lotaringia ismét francia megszállás alá került. Károly maga is Bécsben született, és huszonévesen a császári seregek generalisszimusza volt. Hiába kérte azonban a császárt, hogy seregei élén visszafoglalhassa országát.
Károly azonban élete során több nagy császári győzelem részese is volt. 1683-ban Sobieski János lengyel király mellett részt vett a kahlenbergi csatában, elűzve a törököket az ostromlott Bécs alól. Ő vezette Buda két nagy ostromát, az 1684-es első, sikertelen ostromot és Buda 1686-os visszafoglalását. A Magyarország visszahódításáért folyó hadjáratban részese volt az 1687-es nagyharsányi győzelemben, a nyugati fronton 1689-ben ostrommal visszafoglalta Mainz erődjét.

#### A spanyol örökösödési háború időszaka
Az 1697-es rijswijki béke megkötése után Károly fia, Lipót visszatérhetett Lotaringiába. A hercegség azonban 1702 és 1714 között részt vett a spanyol örökösödési háborúban, és ismét francia csapatok szállták meg. A háború lezárása után Lipót herceg sikertelenül próbálta Lotaringiát ütközőállamként független államként visszaállítani.

#### Lotaringia beolvasztása Franciaországba

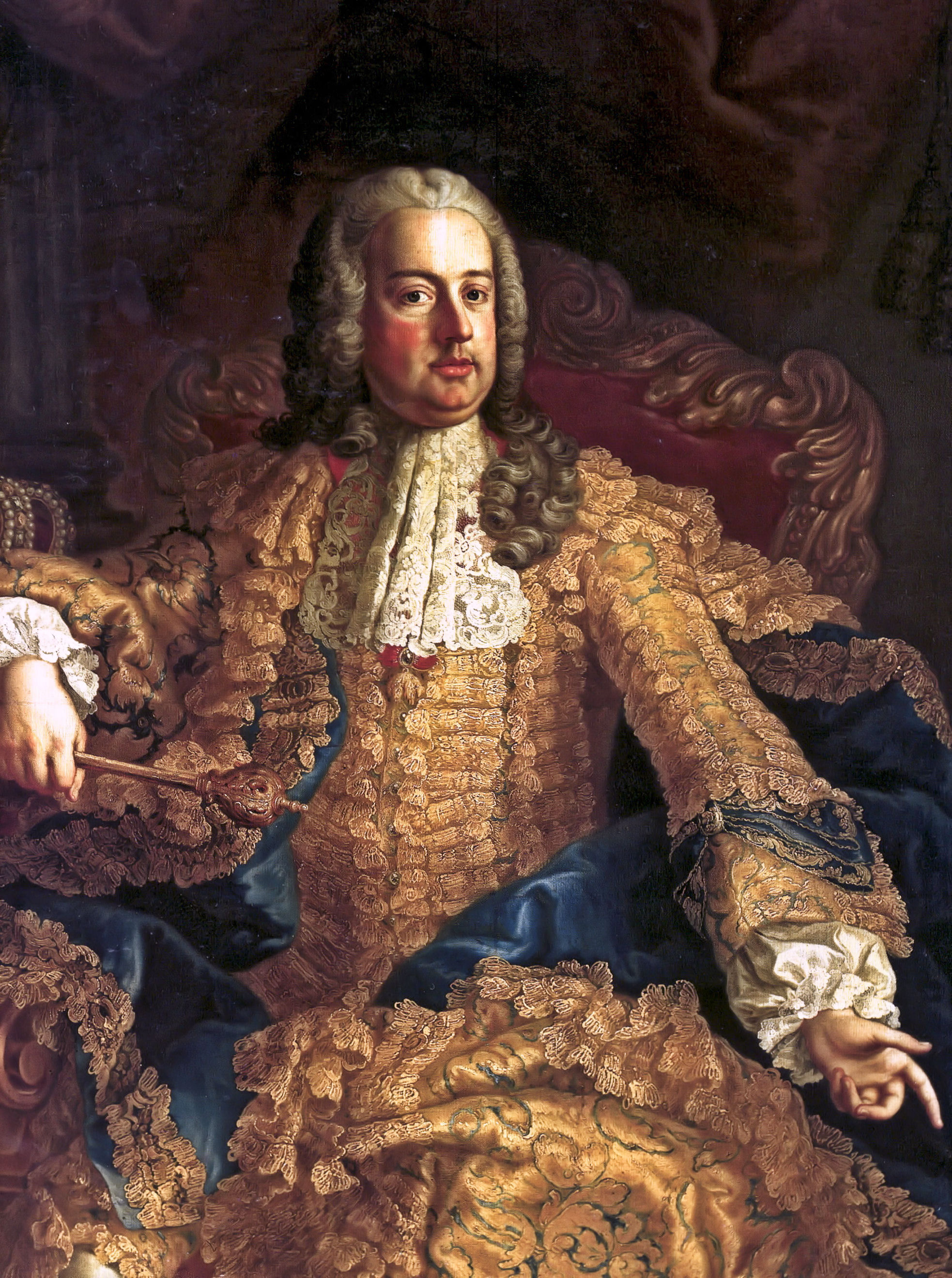
I. (Lotaringiai) Ferenc német-római császár

A lengyel örökösödési háború során, 1733-ban a francia csapatok ismételten megszállták Lotaringiát. Ferenc István hercegnek el kellett hagynia az országot, azonban cserébe megkapta Toszkánát. A franciák III. Ágost szász király, az újonnan kinevezett lengyel uralkodó ellenjelöltjét, Szaniszló lengyel királyt ültették Lotaringia hercegi székébe 1735-ben. Ferenc István azonban hamarosan I. Ferenc néven német-római császár lett.
1766-ban Franciaország beolvasztotta közigazgatási rendszerébe Lotaringiát, mely 1801-ig még képviselte magát a Birodalmi Fejedelmi Tanácsban.

## Lotaringia története a modern korban

Elzász-Lotaringia beosztásának változása (1870–1919)

Lotaringia egy része, azaz a teljes mai Moselle megye plusz két kanton Vosges megyéből, az 1871-es frankfurti békében Elzásszal együtt a Német Császársághoz került, Elzász-Lotaringia néven létrehoztak egy új közigazgatási egységet, „birodalmi tartomány” státussal (németül: Reichsland Elsaß-Lothringen, franciául: Alsace-Lorraine vagy Alsace-Moselle), amely – ellentétben a Német Birodalom más tartományaival – közvetlenül a német császár fennhatósága alá tartozott. Másfél milliónyi lakosából csupán 150 ezren választották régi, francia állampolgárságuk megtartását, ezzel az önkéntes száműzetést is. Többségük a francia gyarmatokon (főleg Algériában) telepedett le.
Az első világháború alatt heves harcok folytak a térségben, Franciaország szerette volna visszafoglalni Elzászt és Lotaringiát. A kezdeti sikerek után azonban a térség német kézben maradt és 1915-ben erőteljes germanizáció indult: a kétnyelvű feliratokat németre cserélték, és kizárólag a német nyelv lett a hivatalos, a francia beszédért büntetés járt. A világháború végén, 1918 novemberében a tartomány a forradalmi hangulatban kikiáltotta függetlenségét, egy saját köztársaságot létrehozva (Republik Elsaß-Lothringen), de a terület sorsa a nagyhatalmak kezében volt. A francia csapatok november 22-én bevonultak Strasbourg-ba, és Woodrow Wilson amerikai elnök tiltakozása ellenére, az 1919-es versailles-i békeszerződés elrendelte Lotaringia visszacsatolását Franciaországhoz. A francia megyéket, elnevezéseket visszaállították, a betelepült német lakosságot igyekeztek kitelepíteni a területről.
A második világháború alatt, 1940-ben a náci Németország bevonult a területre és később Lotaringia a Saar-vidékkel és Pfalz tartományokkal együtt Németország Westmark tartományát (Gau) képezték. 1942-től kezdve egy rendelet értelmében az itt élő összes lakos német állampolgárnak számított, és őket is behívták katonának (a rájuk használt francia kifejezés malgré-nous a. m. akaratunk ellenére). Ebben az időben a francia nyelv használatát ismét betiltották, és kötelező volt németül tanulni. A területet amerikai csapatok foglalták el 1944 végére (a lotaringiai hadjárat során, kivéve az 1945 februárig kitartó colmari hídfőt), majd 1945 tavaszán visszaállították a francia közigazgatást.
Napjainkban a lotaringiai németség – nem utolsósorban a restriktív francia nyelv- és kultúrpolitika következtében – eltűnőben van. 2016-tól a régió (Elzásszal és Champagne-Ardenne-nel együtt) a Nagy Keleti régió (Grand Est) részévé vált, strasbourg-i székhellyel.